# Nicholas J. Conard

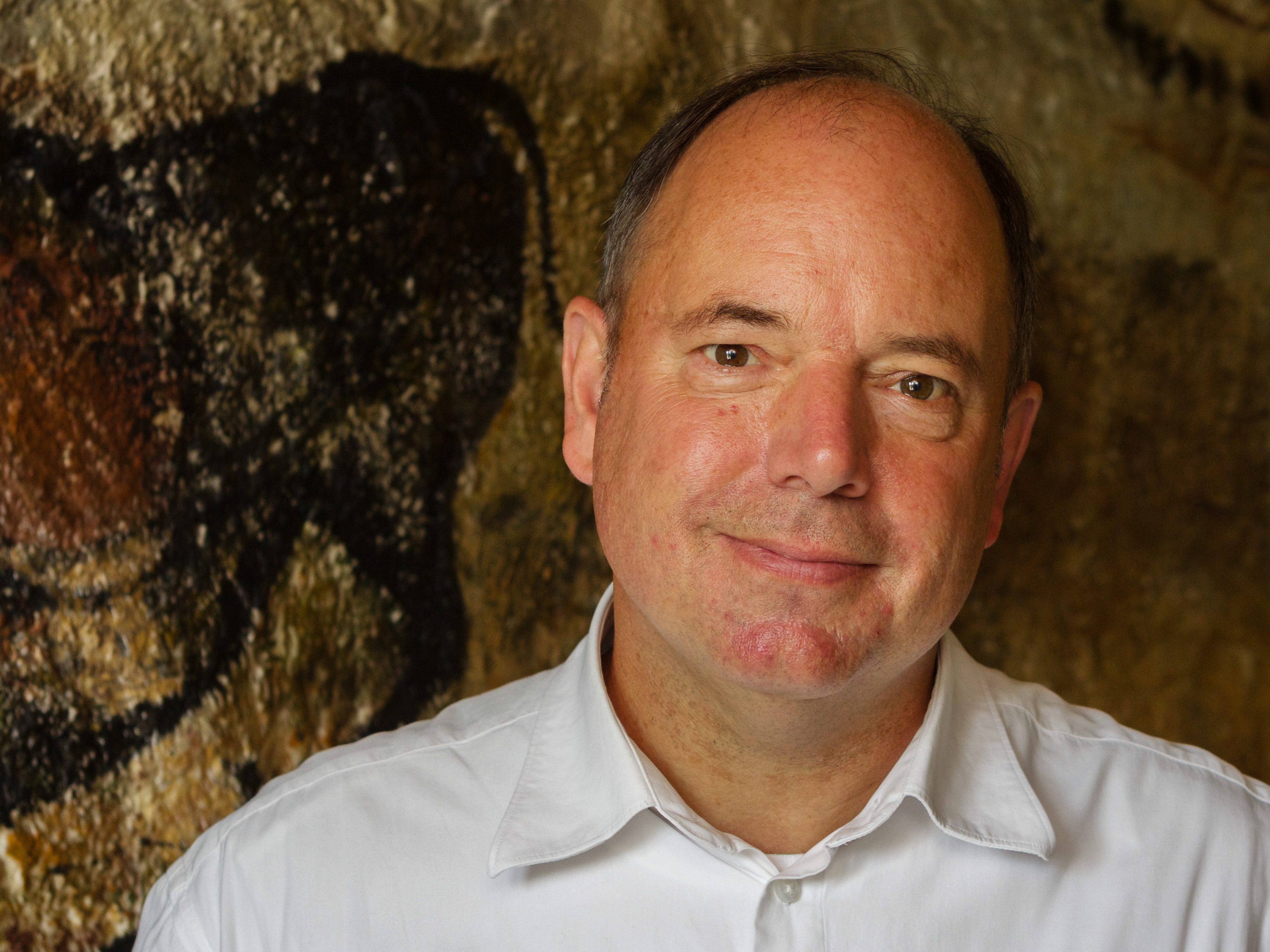
Nicholas J. Conard (2013)

Nicholas John Conard (* 23. Juli 1961 in Cincinnati, Ohio) ist ein US-amerikanisch-deutscher Prähistorischer Archäologe, der durch die Entdeckung der weltweit ältesten Kunst in den Höhlen der Schwäbischen Alb (Venus vom Hohlen Fels) bekannt geworden ist.

## Leben und Werk
Conard studierte 1980, 1981 und 1983 an der University of Rochester, New York, wo er 1983 den Bachelor of Arts with highest distinction in Anthropologie und in Chemie erlangte. 1982 studierte er an der Albert-Ludwigs-Universität Freiburg Ethnologie und Chemie und zwischen 1984 und 1989 Ur- und Frühgeschichte an der Universität zu Köln. Von 1985 bis 1986 betrieb er interdisziplinäre Studien in Physik, Geologie und Anthropologie an der University of Rochester, wo er 1986 den Master of Science ablegte. Von 1987 bis 1990 studierte Conard an der Yale University in New Haven, Connecticut, wo er 1988 den Master of Philosophy und 1990 den Doctor of Philosophy ablegte.
Von 1991 bis 1993 war Conard Assistenzprofessor an der University of Connecticut. 1995 ist er zu dem Lehrstuhl „Frühe Vorgeschichte und Quartäre Ökologie“ der Eberhard Karls Universität Tübingen berufen worden. Von 1996 bis 2001 leitete er den Sonderforschungsbereich 275 der Deutschen Forschungsgemeinschaft. Seit 1995 ist er wissenschaftlicher Direktor des Urgeschichtlichen Museums Blaubeuren.
Conard beschäftigt sich mit der frühen Menschheitsentwicklung im eurasischen und südafrikanischen Raum sowie den Anfängen von Ackerbau und Viehzucht. Zu diesen Fragenkomplexen führte er zahlreiche Ausgrabungen und Geländearbeiten unter anderem in Syrien (Ain Dabbour, Kaus Kozah), Südafrika (Geelbek Dunes und Sibudu-Höhle) und dem Iran (Gahr-i-Boof) durch. Sein Hauptforschungsgebiet in Deutschland umfasst insbesondere urgeschichtliche Ausgrabungen in Höhlen auf der Schwäbischen Alb (Hohler Fels, Vogelherdhöhle, Geißenklösterle, Hohlenstein-Stadel), bei denen er auf die ältesten plastischen Kunstwerke der Welt stieß. Zu den spektakulären Funden zählen das Mammut vom Vogelherd, der Kopf des Löwen vom Vogelherd und die Venus vom Hohlefels.
Conard wohnt in der Stadt Tübingen. Am 8. Mai 2010 wurde er von dem Ministerpräsidenten Stefan Mappus mit dem Verdienstorden des Landes Baden-Württemberg ausgezeichnet. 2011 wurde er als ordentliches Mitglied in die Heidelberger Akademie der Wissenschaften aufgenommen.

## Schriften
- Tönchesberg and its position in the paleolithic prehistory of northern Europe. Habelt, Bonn 1992, ISBN 3-7749-2582-8.

- mit Harald Floss: Neue Eiszeit-Kunstwerke von der Schwäbischen Alb. Begleitheft zur Sonderausstellung im Schlossmuseum Hohentübingen, 16. Februar 2001 bis 1. Juli 2001. (= Museumsheft. H. 4) Stadt Blaubeuren, Blaubeuren 2001.
- Woher kommt der Mensch? Attempto Verlag, 2. Auflage, Tübingen 2006, ISBN 978-3-89308381-7.
- When Neanderthals and modern humans met. Kerns, Tübingen 2006, ISBN 978-3-935751-03-2.
- mit Jürgen Wertheimer: Die Venus aus dem Eis. Wie vor 40.000 Jahren unsere Kultur entstand. Albrecht Knaus Verlag, München 2010, ISBN 978-3-8135-0376-0.
- mit Michael Bolus, Ewa Dutkiewicz und Sibylle Wolf: Eiszeitarchäologie auf der Schwäbischen Alb. Die Fundstellen im Ach- und Lonetal und in ihrer Umgebung. Kerns, Tübingen 2015, ISBN 978-3-935751-24-7.
- Das Vogelherdpferd und die Ursprünge der Kunst (= Kleine Monographien des MUT, Bd. 5). Museum der Universität Tübingen 2016, ISBN 978-3-9817947-7-9.
- mit Claus-Joachim Kind: Als der Mensch die Kunst erfand. Eiszeithöhlen der Schwäbischen Alb. Theiss, Darmstadt 2017, ISBN 978-3-8062-3563-0.